# Phalanstère

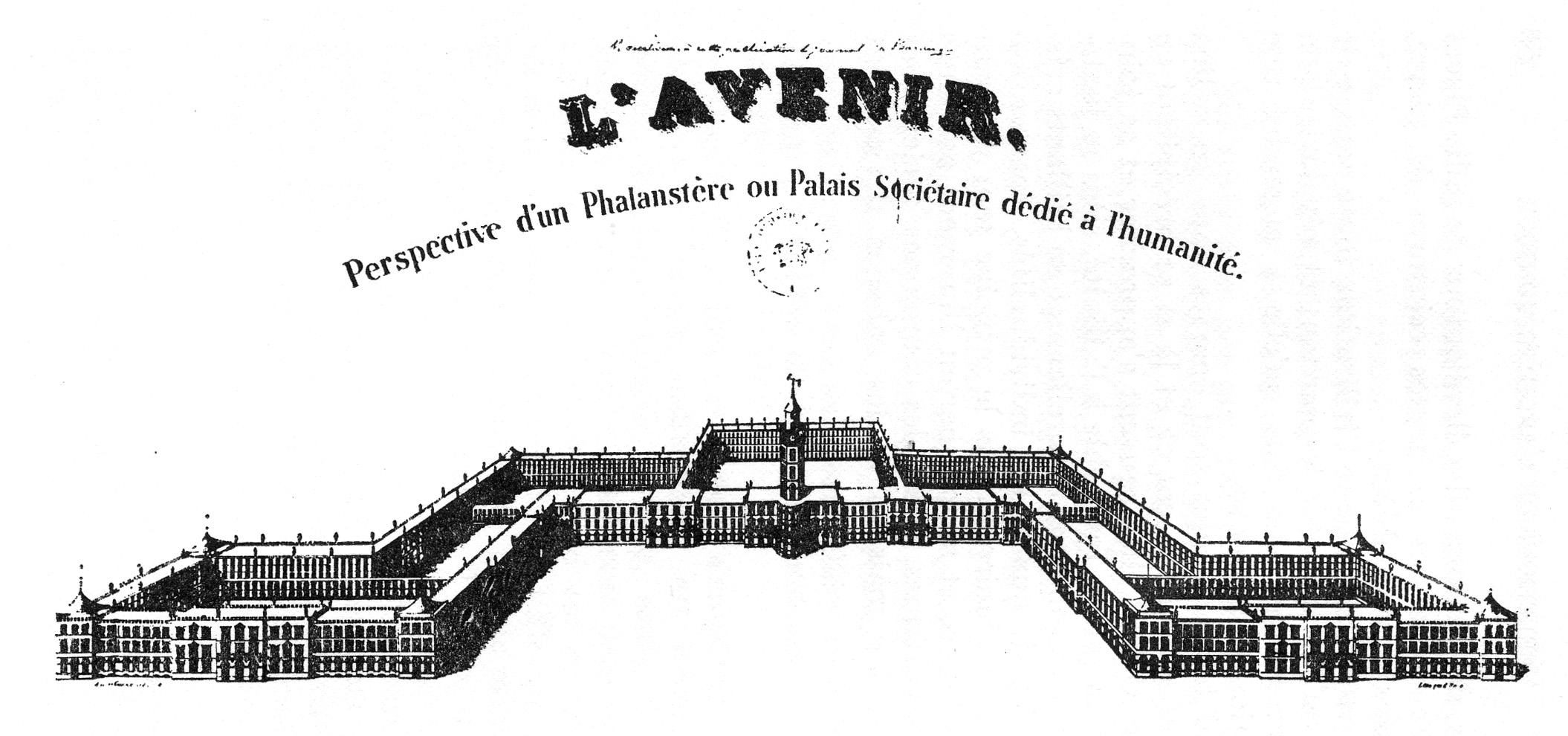
Perspektive eines Phalansteriums

Das Phalanstère oder Phalansterium ist eine von dem frühsozialistischen französischen Theoretiker, Reformer und Utopisten Charles Fourier (1772–1836) erdachte landwirtschaftliche oder industrielle Produktions- und Wohngenossenschaft für eine in Fouriers Lehre Phalanx genannte Gemeinschaft von im Idealfall exakt 1620 Mitgliedern. Diese Menschen sollten dort gemeinsam leben, lieben, arbeiten und konsumieren. Bestandteil des Konzepts war die freie Liebe.
Charles Fourier orientiert sich in seiner Beschreibung der (idealen) Phalanstère am Grundriss von Schloss Versailles. Der zentrale Flügel übernimmt öffentliche Funktionen, dort findet man den Speisesaal, die Bibliothek, oder den Wintergarten. In den Seitenflügeln sind Werkstätten und eine Herberge untergebracht. Fourier bezeichnete diese Phalanstère als eine Miniaturstadt: ein Ensemble mit Grandeur, das die Kleinbürgerlichkeit der freistehenden Einfamilienhäuser ersetzen soll, welche bereits damals in großer Zahl die Außenbezirke der Städte füllten.
Bekannte Gründungen (und Initiatoren) waren unter anderem
- 1832: das Phalanstère Colonie Sociétaire, heute „La Colonie“ in Condé-sur-Vesgre, Département Yvelines, Frankreich (Joseph Devay, A. Beaudet Duary, Charles Fourier), 1836 aufgelöst
- 1835: Societatea agronomică și manufacturieră in Scăeni, Rumänien (Teodor Diamant), 1836 aufgelöst
- 1849: in Bourbonnais, Frankreich (Edmond und Charles Sauria), erfolgreich, aber nach einem Brand abgebrochen[2]
- 1854: Le phalanstère  du puits des Zagots (Kupferbergbau-Arbeitersiedlung in La Machine, Département Nièvre)
- 1855: das Phalanstère La Réunion bei Dallas in Texas, USA (Victor Considerant, Karl Bürkli und Jean-Baptiste André Godin), 1856 aufgelöst
- 1920: das Phalanstère Villino Graziella in Minusio beim Monte Verità oberhalb von Ascona, Schweiz (Margarethe Faas-Hardegger), 1964 aufgelöst.

In Anlehnung an Fouriers Modell konzipiert wurden
- 1859: das Familistère Godin in Guise, Département Aisne, Frankreich (Jean-Baptiste André Godin)
- 1887: das Familistère Godin am Willebroek-Kanal in Brüssel, Belgien (Jean-Baptiste André Godin)

Die jeweils vorangestellte Jahreszahl bezieht sich auf das Gründungsdatum.